# صداقة

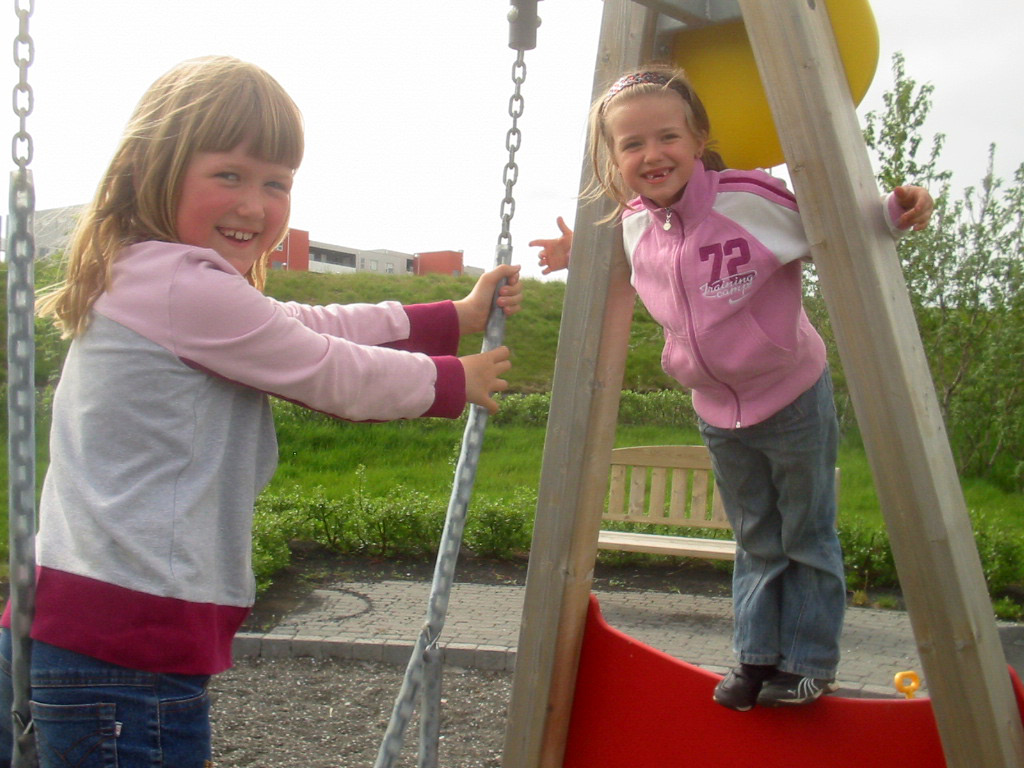
طفلتان صديقتان تلعبان سوياً.

الصداقة علاقة اجتماعية تربط بين شخصين أو أكثر، على أساس الثقة والمودة والتعاون فيما بينهم، تُشتق في العربية من الصدق. الصداقة هي علاقة إنسانية مبنية على مجموعة من الأسس المتينة كالصدق، والمحبة، والتعاون، والإخلاص، والتفاهم، والثقة.

## خصائص الصداقة
يمكن تمييزها بثلاثة خصائص هي:
- الاعتمادية المتبادلة: التي تبرز من خلال تأثير كل طرف على مشاعر ومعتقدات وسلوك الطرف الآخر.
- الميل إلى المشاركة في مختلف النشاطات والاهتمامات بخلاف العلاقات السطحية المتركزة غالبا حول موضوع أو نشاط واحد.
- قدرة كل طرف على استثارة انفعالات قوية في الطرف الآخر وهي خاصية مترتبة على الاعتمادية، إذ تعد الصداقة مصدرا لكثير من المشاعر الإيجابية السارة أو غير السارة حيث تعتبر الصداقة مهمة في حياتنا إذ يحتاج كل منا إلى إنسان يبادله المشاعر والأحاسيس وينصحه ويرشده إلى الصواب وأهم عامل أساسي للصداقة هو الصدق لأن الصداقة من دون صدق لا قيمة لها مصالح ومن ثم تنقطع بانقطاع المصالح. الصداقة الحقيقة هي العلاقةُ التي تنشأ بين طرفين يمتلك كل منهما اهتمامات مشتركة تمكّنهما من أن يقضيا وقتيهما معاً باستمتاع، كما أنّ بينهم العديد من التجارب المشتركة والتاريخ المشترك والقيم المشتركة، ويملكون التأثير. تعتبر الصداقة أحد أعذب المناهل التي تساعد الإنسان على الاستمتاع بالحياة، كما أنّها علاقةٌ معروفةٌ منذ أقدم العصور، وذلك لأنّها تعتبر من أهم العلاقات الإنسانية التي تأخذ صدىً كبيراً في مجالات الحياة المختلفة، سواء أكانت نفسية، أم اجتماعية، أم في مجالات الأدب والفنون، حيث إنّها من أهم الأمور التي تساعد على النهوض في العلاقات الاجتماعية وتحمي الصحة النفسية للفرد.[١]

## مشاكل النمو

### التوحد
الأطفال الذين يعانون من اضطرابات طيف التوحد عادة مايكون لديهم صعوبة في تكوين صداقات. يمكن لبعض أعراض التوحد أن تتدخل في تكوين العلاقات الشخصية، مثل تفضيل الأعمال الروتينية على التغيير، واستحواذ هاجس المصلحة أو طقوس معينة، والافتقار إلى المهارات الاجتماعية النموذجية. وقد وجد أن الأطفال الذين يعانون من اضطرابات طيف التوحد من الممكن أن يكون لديهم صديق واحد مقرب بدلا من مجموعة أصدقاء. بالإضافة لذلك، من المحتمل أن يصبحوا أصدقاء مقربين لأطفال آخرين مع نوع من الإعاقة. تعوض الطرق التي يستخدمها والدان من أجل مساعدة أطفالهم لتكوين صداقات جيدة بين الأطفال الذين يعانون من اضطرابات طيف التوحد نقص المهارات الاجتماعية التي من شأنها أن تمنع تكوين صداقات.
مع مرور الوقت، يصبح الأطفال المصابين بٱضطراب طيف التوحد قادرين على تكوين صداقات بعد إدراكهم لنقاط قوتهم وضعفهم وذلك بالوسطية وبالتعليم المناسب لهم. وقد أجرى فرانكل وآخرون دراسة أثبتت أن تدخل الوالدين والتوجيه السليم لهم يلعب دورا مهما في تطوير صداقات هؤلاء الأطفال.يلعب التفاعل المستمر للوالدين والمختصين في المدرسة دورا مهما في تعليمهم المهارات الاجتماعية والتفاعل بين أقرانهم. ويكون المختصين المبتدئين ومساعدين الفصول الدراسية على وجه الخصوص مع الأطفال الذين يعانون من اضطرابات التوحد وذلك من أجل تيسير عملية تكوين صداقات وتوجيه الطفل لتكوين صداقات والحفاظ عليها جوهرياً.
وبالرغم من ذلك، فإن الدروس والتدريبات قد تساعد الأطفال المصابين بطيف التوحد في التفاعل فيما بينهم، ولا تزال المضايقة تشكل قلقا كبيرا لهم في المواقف الاجتماعية. وفقا ل أناهاد أوكونور من صحيفة نيويورك تايمز، يقول بأن المضايقة هي الأكثر احتمالا أن تحدث ضد الأطفال المصابين بالتوحد والذين يكون لديهم إمكانية للعيش مستقلين، كالأشخاص المصابين بمتلازمة أسبرجر. وهؤلاء الأطفال هم الأكثر عرضة للخطر لأن لديهم العديد من الطقوس ويفتقرون إلى المهارات الاجتماعية ومثال على ذلك الأطفال الذين يعانون من التوحد الكامل، ولكن لديهم القابلية للدمج في المدرسة أكثر من غيرهم، ولأن في النهاية لديهم أعلى مستوى من مرض التوحد. الأطفال المصابون بالتوحد تكون لديهم صعوبة كبيرة في فهم الايماءات الاجتماعية عندما تبذل إيماءة تحمل معنى سخرية ويفهمونها على أنه أمر مرح، ولذلك هم دائماً لايعلمون عندما تحدث لهم مضايقات.

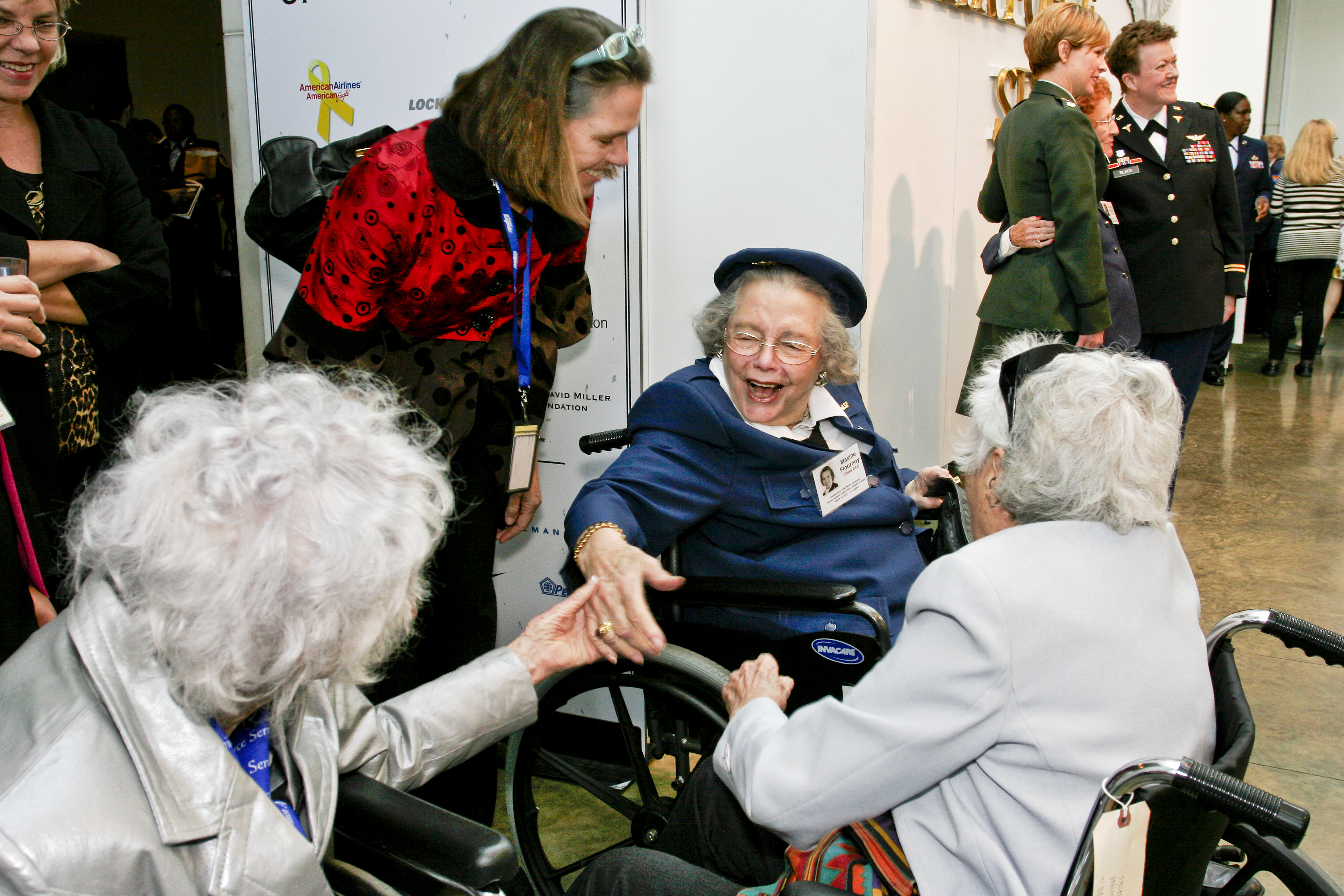
أصدقاء قدماء.

### اضطراب نقص الإنتباه مع فرط النشاط
قد لايعاني الأطفال المصابون باضطراب نقص الانتباه مع فرط النشاط صعوبة في تكوين صداقات بالرغم أنهم قد يواجهون صعوبة بالإستمرار في هذه الصداقات، وذلك بسبب سلوكهم العفوي ونشاطهم الزائد. وقد يتسبب قلة الانتباه الذي يكون لدى الأطفال المصابين باضطراب نقص الانتباه في صعوبة الحفاظ على الصداقات والأستمرار بها.
ينتاب القلل ذوي الأطفال المصابون باضطراب نقص الانتباه مع فرط النشاط حول عدم قدرة ابنائهم على تكوين صداقات مستمرة طويلة الأمد. ويقول ايدلمان "يتطلب تكوين الاصدقاء والاستمرار معهم المئات من المهارات مثل مهارات الكلام والاستماع والمشاركة والتعاطف مع الآخرين وإلى آخره"، ولا تكون هذه الصفات موجودة فطريا لدى الأطفال المصابين باضطراب نقص الانتباه، "قد يمنع صعوبة الاستماع إلى الآخرين لدى الأطفال المصابين باضطراب نقص الانتباه مع فرط النشاط من تكوين صداقات جيدة، ويمكن أن يبتعد الآخرون عن الأطفال المصابين بهذه الاضطرابات وذلك " بتفوههم بعبارات سيئة من غير قصد" ويمكن أن يصبح سلوكهم المخل بالأدب ملهاة لزملائهم في الصف.

## الصحة
يقول الاعتقاد السائد بأن الصداقات الجيدة تعزز شعور الفرد بالسعادة والسرور عموماً، ولقد وجدت العديد من الدراسات بأن الدعم الاجتماعي القوي يحسن من احتمالية أن يكون للمرأة صحة جيدة ويمكن أن يطيل في عمرها. وعلى العكس، قد تؤدي الوحدة وانعدام الدعم الاجتماعي إلى زيادة مخاطر الإصابة بأمراض القلب، والالتهابات الفيروسية، والسرطان، إضافة إلى أرتفاع معدل الوفيات عموماً. وقد أطلق باحثان على شبكة الصداقة ب «لقاح سلوكي» الذي يعزز كل من الصحة الجسدية والعقلية.
بينما لاتزال هناك مجموعة رائعة من البحوث التي تربط بين الصداقة والصحة، ولا تزال الأسباب الدقيقة للتواصل غامضة. في حين قد يكون هناك ارتباط بين (الصداقة والحالة الصحية)، وما زال الباحثين لا يعرفون فيما إذا كان هناك سبب للعلاقة والتأثير عليها، كفكرة أن الصداقات الجيدة فعلا تحسن الصحة. وقد حاولت عدد من النظريات توضيح هذا الارتباط، وتتضمن هذه النظريات أن الاصدقاء الجيدين يشجعون أصدقائهم على اتباع أساليب حياة صحية أكثر، وعلى طلب المساعدة وتقديم الخدمات عند الحاجة إليها. ويعززون مهارات التأقلم مع المرض والمشاكل الصحية الأخرى. والأصدقاء الجيدين يؤثرون فعلياً على المسارات الفسيولوجية التي تحمي الصحة.

## نوعية الصداقة
يوجد عموماً للصداقة بعدان هما: النوعية والنزاع. نوعية الصداقة مهمة لسعادة الشخص. تمتلك الصداقات المتينة طرق جيدة لتسوية النزاع، مما يؤدي في النهاية إلى علاقات قوية وصحية أكثر. وتسمى الصداقة الجيدة «تحسين نوعية الحياة».يٌكثف الشعور بالسرور والسعادة من خلال المشاركة في الأنشطة مع الأصدقاء. يتعلق أمر الشعور بالسعادة إلى نوعية الصداقات وذلك لأن الصداقة «توفر إطار يشبع من خلاله الاحتياجات الأساسية.» تؤدي نوعية الصداقة إلى شعور الفرد بمزيد من الراحة مع تحقيق هويته الشخصية. تسهم أعلى أنواع الصداقة بشكل مباشرة في تقدير الذات، والثقة بالنفس، والتنمية الاجتماعية.

## الاختلافات الثقافية
في اليونان القديمة، ناقش أفلاطون وأرسطو والرواقيين موضوع الصداقة كثيراً وهو موضوع الفلسفة الأخلاقية. وكان هو أقل موضوع تمت مناقشتة في العصر الحديث، حتى عودة ظهور نهجي السياقية والنسوية إلى الأخلاق. كان ينظر لأنتفاح الصداقة في اليونان القديمة باعتبارها تجسيم للذات. قد كتب أرسطو «أن الشخص المتفوق يتعلق بصديقه بنفس الطريقة التي يتعلق بها بنفسه، ولذلك نقول أن الصديق هو ذات أخرى؛ وبالتالي، فإن وجود الصديق هو خيار جدير بالنسبة له سواء بالطريقة نفسها التي ينظر بها لنفسه أو بطريقة مشابة.» قد استخدمت في اليونانية القديمة نفس الكلمة لكلمة «الصديق» و «المحب.»
آسيا الوسطى
تميل الصداقات الذكورية في آسيا الوسطى إلى أن تكون محافظة ومحترمة في الطبيعة. قد يستخدمون ألقاب وعبارات تصغير لأسمائهم الأولى.

## الصداقة في شرق آسيا
في منطقة شرق آسيا يتم تكوين ثقافة الأصدقاء في سن مبكرة وذلك من مفهوم الاحترام. وفي ثقافة شرق آسيا، لا تعتبر الأشكال المختلفة من العلاقات في وسائل الإعلام الاجتماعية والمحادثة عبر شبكة الإنترنت صداقة رسمية. وتبدأ كل من صداقات الإناث والذكور في شرق آسيا في سن مبكرة وتصبح أقوى مع مرور الوقت، وذلك من خلال سنوات الدراسة والعمل معاً. ويوجد في ثقافة شرق آسيا أناس مختلفين لديهم مجموعة من الأصدقاء تربطهم علاقات مقربة ومتينة بهم ويسمون أنفسهم «بالأصدقاء المفضلين» في الثقافة الغربية، ويشير كثير من الناس إلى العديد من الاشخاص بأنهم «أفضل أصدقائهم» وبالمقارنة مع ثقافة شرق آسيا، حيث يكون الأصدقاء المفضلين من شخصين إلى ثلاثة أشخاص وهم الأشخاص المقربين إلى الشخص الواحد. وإذا كنت صديق مفضل لشخص ما فيعتبر شرف وامتياز في ثقافة شرق آسيا. وفي الثقافة الصينية، يوجد توجه قوي للعلاقات الشخصية وذلك من أجل الحفاظ عليها وتعزيزها. وتحتفظ العلاقات بين الأصدقاء في ثقافة شرق آسيا وآسيا الوسطى بروابط متينة.

## الصداقة فيألمانيا
عادة ما يكون للألمان عدد قليل من الأصدقاء، وعلى الرغم من ذلك فإن صداقاتهم تستمر مدى الحياة عادة، كما يكون الوفاء في أعلى مستوياته. وتوفر الصداقات الألمانية قدراً كبيراً من الالتزام والدعم. وقد يعتزل الألمانيون الأشخاص الغرباء من بلدان أخرى، وذلك لأنهم يميلون إلى أن يكونوا حذرين ويحافظوا على أن تكون هناك مسافة بين بعضهم البعض وذلك عندما يتعلق الأمر بتطوير علاقات متينة مع أشخاص جدد. ويكونون علاقة قوية بين قلة من أصدقائهم والعديد من زملائهم، وزملاء العمل والجيران وغيرهم. ويمكن لانتقال العلاقة من أحد المقربين إلى أحد الأصدقاء أن يستغرق شهورا أو سنوات، إذا حدث ذلك.

## الصداقة فيالثقافة الإسلامية
في منطقة الشرق الأوسط وشرق أفريقيا، يمسك الرجال بأيدي بعضهم البعض كدليل على صداقتهم.
وتعرف أيضاً الصداقة في الثقافات الإسلامية باسم الرفقة أو الصحبة. ويٌؤخذ المفهوم جدياً في وسائل الإعلام الإسلامية فتظهر العديد من الصفات الهامة للصديق الجدير بالاهتمام، وذلك كفكرة وجود الصالحين، وهم الذين يمكن أن يحددوا جيداً ما هو خير وما هو شر. ويعتبر من المهم في الصداقة أن يكون هناك توافق بوجهات النظر ومعرفة الآخرين؛ وتؤكد الثقافة الإسلامية على الصفح عن الأخطاء وأن يكون هناك وفاء بين الأصدقاء، ويعتبر «الحب في الله» من أعلى مراتب العلاقات بين أي شخصين.

## الصداقة في الشرق الأوسط
من المعتقد في بعض مناطق الشرق الأوسط (أو الشرق الأدنى) أن الصداقة أكثر طلباً مقارنة بالثقافات الأخرى. فالأصدقاء هم عبارة عن أشخاص يحترمون بعضهم البعض بغض النظرعن العيوب ويبذلون التضحيات الشخصية من أجل مساعدة صديق أخر لهم دون الاعتبار للعبء الثقيل الذي قد يكون.
ينظر العديد من العرب على أن الصداقة أمر جدي، ويأخذون بعين الاعتبار للسمات الشخصية كالتأثير الاجتماعي وطبيعة شخصية الفرد قبل الدخول في علاقة ما.

## الصداقة فيروسيا
الأصدقاء الذكور في جنوب آسيا يشعرون بالابتهاج.
وتعود العديد من سمات الثقافة الروسية الحديثة إلى الحقبة السوفيتية. فقد أدى التناقص في الإتحاد السوفيتي إلى إقامة علاقات مع شركات معينة للحصول على ما يحتاجونه، ومثال على ذلك برنامج مساعدة الموظفين صحيا الذي يقدم الرعاية الطبية اللازمة، ومثل هذه الممارسات فقد أدت إلى روح الجماعة والعلاقات الشخصية. بالإضافة لذلك فإن هذه الممارسات توجد حتى يومنا هذا. وبسبب القصور من جانب الحكومة فقد أدى ذلك أن يعتمدوا على أصدقائهم وعائلاتهم بدلا من التركيز على أي شركة أو أعمال تجارية. وهذه الأنواع من العلاقات التقليدية تعتبر ذات قيمة إلى حد كبير في روسيا.
لقد كان في الحقبة السوفييتية شروط أخرى جعلت من الصعب على الروس تكوين علاقات. وفتحت الثقة بالأخرين إلى خطر التعرض لإبلاغ الدولة عن الأشخاص المعنيين، وخاصة بالنسبة للمعارضة. كما هو الحال في ألمانيا، وكان لدى الناس في المجتمعات السوفياتية عدد قليل جدا من الأصدقاء، ولكن كان لديهم أصدقاء مقربين جداً. وتستمر هذه الإتجاهات الحديثة في روسيا.

## الصداقة فيالولايات المتحدة الأمريكية
تعتبر العديد من أنواع العلاقات في الولايات المتحدة الأمريكية صداقات، ومنذ دخول الأطفال للمدرسة الابتدائية، ينادي العديد من الأساتذة والكبار أقرانهم من الأطفال «بأصدقاء»، ويتعلم الأطفال في معظم الفصول الدراسية أو البيئات الاجتماعية كيفية التصرف مع أصدقائهم، وتعليمهم من هم أصدقائهم. وقد أدى هذا النوع من النهج المفتوح للصداقة بالعديد من الأميركيين والمراهقين على وجه الخصوص، إلى تعيين «الصديق المفضل» من الأشخاص المقربين منهم بشكل خاص. ويرى العديد من علماء النفس بأن هذا المصطلح خطير للغاية على الأطفال الأمريكيين لأنه يسمح بالتمييز وتكوين جماعات التي يمكن أن تؤدي إلى اعتداء على الضعفاء.
وبالنسبة للأمريكيين، غالبا مايكون الأصدقاء عبارة عن أشخاص يتقابلون بشكل متكرر إلى حد ما، وهم يتشابهون مع بعض في العوامل الديموغرافية، والمواقف، والأنشطة. في حين أن العديد من الثقافات الأخرى يقدرون الثقة الكبيرة والمعنى في صداقاتهم، فإن الأميركيين يستخدمون كلمة «صديق» لوصف معظم الناس الذين يكون لديهم هذه الصفات. وهناك أيضا فرق في الولايات المتحدة بين الرجال والنساء الذين يكون لديهم صداقات مع نفس الجنس. وفقا للبحوث، فإن الرجال الأمريكيين لديهم صداقات أقل عمقا ومعنى مع الرجال الآخرين. وبصورة مجردة، فالعديد من الرجال والنساء في الولايات المتحدة لديهم تعريفات متشابهة للحميمية، ولكن النساء هم أكثر عرضة لممارسة العلاقات الحميمة في الصداقة. قد وجدت العديد من الدراسات أيضا أن الأمريكين يخسرون في النهاية التواصل مع الأصدقاء. ويمكن أن يكون هذا حدثاً غير اعتيادي في كثير من الثقافات الأخرى.

## الصداقة في التراث
يُوافِقُني في كُلِّ أَمرٍ أُريدُهُ	** وَيَحفَظُني حَيّاً وَبَعدَ مَماتي

فَمَن لي بِهَذا لَيتَ أَنّي أَصَبتُهُ **	لَقاسَمتُهُ ما لي مِنَ الحَسَناتِ

وفي التراث اليوناني يعرّف أرسطو الصداقة بأنها حد وسط بين خلقين، فالصديق هو الشخص الذي يعرف كيف يكون مقبولا من الآخرين كما ينبغي، أما الشخص الذي يبالغ حتي يكون مقبولا من الجميع للدرجة التي تجعله لا بعارض أي شيء فهو المساير وعلى الضد فالشخص الذي لا يكترث بالقبول من الآخرين فهو الشرس والصعب في المعيشة ويضيف أرسطو إلى تعريف الصداقة إلى أنها عطف متبادل بين شخصين حيث يريد كل منهما الخير للأخر
ويميز أرسطو بين ثلاثة أنواع للصداقة وهي صداقة المنفعة وصداقة اللذة وصداقة الفضيلة، ويبين أن صداقة المنفعة هي صداقة عرضية تنقطع بأنقطاع الفائدة، أما صداقة اللذة فنتعقد وتنحل بسهولة بعد إشباع اللذة أو تغير طبيعتها، وأما صداقة الفضيلة فهي أفضل صداقة وتقوم على أساس تشابه الفضيلة وهي الأكثر بقاء ويعتقد أرسطو أن الصداقة أكمل ما تكون عندما تتوافر لها الأسس الثلاثة (المنفعة-اللذة-الفضيلة)
ومن التعريفات الحديثة للصداقة أن الصداقة علاقة اجتماعية وثيقة تقوم على مشاعر الحب والجاذبية المتبادلة بين شخصين أو أكثر، ويميزها عده خصائص منها: الدوام النسبي والاستقرار والتقارب العمري في معظم الحالات، مع توافر قدر من التماثل فيما يتعلق بسمات الشخصية والقدرات والاهتمامات والظروف الاجتماعية

## الصداقة في علم النفس
من منظور علم النفس تؤدي الصداقة إلى وظيفتين أساسيتين:

### خفض مشاعر الوحدة ودعم المشاعر الإيجابية
وهناك خمس آليات رئيسية تتحقق من خلالها وظيفة خفض التوتر ودعم المشاعر الإيجابية وهي:
1- القارنة الاجتماعية.
2- الإفصاح عن الذات.
3- المساندة الاجتماعية.
4- المساندة في الميول والاهتمامات.
5- المساندة المادية
6- المصارحة

### التنشئة الاجتماعية
فالصداقة تيسر اكتساب عدد من المهارات والقدرات والسمات الشخصية المرغوب فيها اجتماعيا. ويشير عالم النفس (ابشتين)إلى أن صداقات الأطفال تسهم إسهاما بارزا في ارتقاء المهارات الاجتماعية والقيم الأخلاقية وزيادة على هذا تمد الصداقة الأطفال بإدراك واقعي لذواتهم بالمقارنة بالآخرين كما تبصرهم بمعايير السلوك الاجتماعي الملائم في مختلف اواقف، أما عند المراهقين فقد تنهض الصداقة بوظائف مختلفة فمن خلالها يتعلمون كيفية الشاركة مع الآخرين في الاهتمامات والإفصاح عن المشاعر والأفكار وتكوين علاقات تتسم بالثقة المتبادلة مع أقرانهم ومن وظائف الصداقة الأساسية إتاحة الفرصة أمام الأطفال لتعليم المهارات الاجتماعية إذ تقتضي المهارة الاجتماعية توافر القدرة على التخاطب الناجح مع الأطفال الآخرين. يستلزم بدوره قدرة الطفل على تخيل نفسه كما يراه أقرانه في موقف التفاعل.ولكن الأسرة قد لا تهيئ فرص تعلم تلك المهارات لأنها تجعل التخاطب أبسط ما ينبغي لأطفالها حيث يدرك الوالدان بحكم خبرتهما مع الطفل حاجاته ومطالبه ثم يقومان بتلبية تلك الحاجات قبل أن يعبر الطفل لفظيا عنها. وبالطبع لا يكون التفاعل بتلك السهولة في جماعات الأطفال حيث لا يجد الطفل أمامه إلا محاولة التعبير عن رغباته بصورة يفهمها أقرانه. ولا تقتصر حدود تأثير الصداقة على المهارات الاجتماعية بل تتسع لتشمل عددا آخر من السمات والقدرات فتشير البحوث إلى وجود علاقة الصداقة والسلوك الغيري في مرحلة ما قبل المراهقة وتكشف أيضا عن تأثير الأصدقاء في تحسين مستوى التحصيل الدراسي 
ومن أهم الكتب التي تناولت موضوع الصداقة من منظور علم النفس كتاب «كيف تكسب الأصدقاء وتؤثر في الناس».

### الفرق بين الصداقة والحب
هناك فرق كبير بين الصداقة والحب فليس بالضرورة أن يكون هناك حب بينك وبين صديقك، فالحب أكبر بكثير من الصداقة.

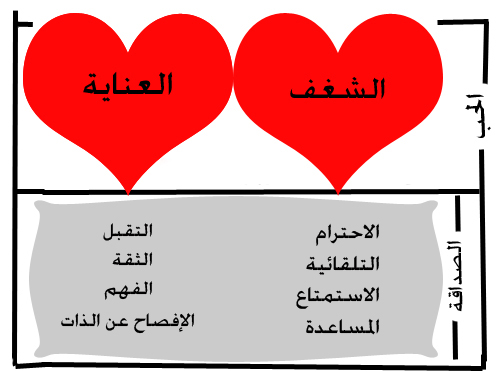
الحب = الصداقة + الشغف والعناية كما تصوره دافيز

يُشير عالم النفس دافيز (davis) إلى أن: الحب والصداقة يتشابهان في وجوه عديدة غير أنهما يختلفان في مظاهر أساسية تجعل من الحب علاقة أعمق إلا أنها أقل استقرارا ويعبر دافيز عن العلاقة بين المفهومين في جملة موجزة يشير فيها إلى أن الحب صداقة (إذ يستوعب كل مكونات الصداقة) ولكنه يزيد عليها بمجموعتين من الخصائص وهما الشغف و العناية.

### الخصائص المشتركة بين الحب والصداقة
الخصائص المشتركة بين الحب والصداقة هي
1. الاستمتاع برفقة الطرف الآخر.
2. تقبل الطرف الآخر كما هو.
3. الثقة في حرص كل طرف على مصالح الطرف الآخر.
4. احترام الصديق أو الحبيب والاعتقاد في حسن تصرفه.
5. المساعدة عند الحاجة.
6. فهم شخصية الطرف الآخر واتجاهاته وتفضيلاته ودوافع سلوكه.
7. التلقائية وشعور كل طرف بأنه على طبيعته في وجود الآخر.
8. الإفصاح عن الخبرات والمشاعر الشخصية.

### الخصائص التي تنفرد بهما علاقة الحب
أما عن مجموعتي الخصائص التي تنفرد بهما علاقة الحب:

#### مجموعة الشغف
تشمل مجموعة الشغف ثلاث خصائص هي:
1. الافتتان: ويعني ميل المحب إلى الانتباه إلى المحبوب والانشغال به حتى عندما مع الرغبة في إدامة النظر إليه والتأمل فيه والحديث معه والبقاء بجواره.
2. التفرد: ويعني يميز علاقة الحب عن سائر العلاقات الأخرى والرغبة في الالتزام والإخلاص للمحبوب مع الامتناع عن إقامة علاقة مماثلة مع طرف ثالث.
3. الرغبة الجنسية: وتشير إلى رغبة المحب في القرب البدني من الطرف الآخر وفي معظم الأحيان يتم ضبط تلك الرغبة لاعتبارات أخلاقية ودينية.

#### مجموعة العناية
تحوي مجموعة العناية على خاصيتين هما:
1. تقديم أقصى ما يمكن: حيث يهتم المحب اهتماما بالغا بتقديم أقصى ما يمكنه عندما يشعر بحاجة المحبوب إلى العون حتى ولو وصل الأمر إلى حد التضحية بالنفس.
2. الدفاع والحماية: وتبدو في الاهتمام والدفاع عن مصالحه والمحاولة الإيجابية لمساعدته على النجاح.

وقد أظهرت بحوث دافيز نتائج منها أن الاستمتاع برفقة المحبوب يفوق الاستمتاع بصحبة الصديق مع يميز الحب بقدرته على استثارة الانفعالات الإيجابية السارة في طرفي العلاقة غير أن الحب في الوقت نفسه قد يكون مصدرا لقدر أعلى من المنغصات والمعاناة والصراع والتناقض الوجداني.
فالصداقة تيسر اكتساب عدد من المهارات والقدرات والسمات الشخصية المرغوب فيها اجتماعيا.

## تراجع الصداقة
في دراسة أمريكية أجريت عام 2006 أكدت تراجع في عدد ونوعية الصداقات عند الأمريكيين  وأظهرت الدراسة أن 25% من الأمريكان ليس عندهم أصدقاء مقربون يثقون بهم، ومتوسط عدد الأصدقاء للشخص تراجع إلى اثنين فقط.